# زاميا قزمية
زاميا قزمية (الاسم العلمي:Zamia pygmaea) هي نوع من النباتات تتبع جنس الزاميا من الفصيلة الزامية.